# Рудольф I (маркграф Бадену)
Рудольф I (нім. Rudolf I.; бл. 1230 — 19 листопада 1288) — маркграф Бадену в 1243—1288 роках.

## Життєпис
Походив з династії Церінгенів. Молодший син Германа V, маркграфа Баденського, й Ірменгарди Вельф, дочки Генріха V, пфальцграфа Рейнського. Народився близько 1230 року. Після смерті батька розділив Баден зі старшим братом Германом VI. 1248 року після переїзду того до Австрії Рудольф I фактично залишився єдиним керівником Бадену.
1250 року після смерті брата розділив Баден з небожем Фрідріхом I. З цього ж року Рудольф став розширювати замок Гогенбаден. Оскільки Фрідріх I більше часу проводив при імператорському дворі, в Каринтії та Австрії, Рудольф I залишався фактичним правителем Бадену. 1255 року передав свій маєток і палац в Штайнгайм-ан-дер-Муррі монастирю Марієнталь. 1257 року пошлюбив представницю роду Еберштайнів.
1268 року після загибелі небожа офіційно поєднав усі родинні землі. Того ж року придбав замок Лібенак. Згодом вступив у конфлікт з графством Вюртемберзьким стосовно прикордонних земель. Військові сутички тривали майже усе панування Рудольфа I. Лише завдяки шлюбам у 1280-х роках між представниками обох правлячих династій вдалося вирішити конфлікти. Також Рудольф I боровся зі Страсбурзьким єпископством за тарифні мита на Рейні, оскільки вони становили чималий прибуток (торговий шлях йшов з Франконії на південь річкою Рейн).
Помер 1288 року. Його поховано в монастирі Ліхтенталь. Спадкували сини Герман VII, Рудольф II, Гессо, Рудольф III.

## Родина
Дружина — Кунігунда, донька графа Оттона фон Еберштайна.
Діти:
- Кунігунда (1265—1310), дружина: 1) графа Фрідріха VI фон Золлерна; 2) графа Рудольф II фон Вертгайм
- Герман VII (1266—1291)
- Рудольф II (д/н—1295)
- Гессо (1268—1295)
- Рудольф III (д/н—1332)
- Адельгейда (д/н—1295), абатиса монастиря Ліхтенталь
- Ірменгарда (1270—1320), дружина Ебергарда I, графа Вюртембергу